# Firewater
I Firewater sono un gruppo musicale indie rock statunitense fondato da Tod A. nel 1995, dopo che quest'ultimo sciolse il suo gruppo precedente, i Cop Shoot Cop. I Firewater hanno pubblicato in tutto sei album che hanno raccolto un discreto successo specialmente in Europa e negli USA.

## Storia
Il gruppo nacque ai fini di esplorare e approfondire gli stili della musica che i Cop Shoot Cop avevano solo abbozzato e includendo così generi come la musica Klezmer, il Cabaret, il Jazz, lo Ska e la musica gitana. Alcune fonti descrivono i Firewater come un "supergruppo indie rock", costituito oltre che da Tod A., da: Duane Denison, chitarrista dei Jesus Lizard, Yuval Gabay, batterista dei Soul Coughing, Jennifer Charles degli Elysian Fields e Hahn Rowe dei Foetus. Successivamente negli anni la formazione ha subito delle variazioni, includendo molti altri artisti che appaiono nei vari album e nei vari tour. Tod A rimane il leader indiscusso, è il cantante, il compositore, il bassista e il chitarrista del gruppo.
Il loro stile è assai prossimo a quello dei ben noti cantautori Tom Waits e Nick Cave. Inoltre, grazie a strumenti come violino, violoncello, tastiera, trombone, bouzouki e fisarmonica, la band ha contribuito a creare un grande caleidoscopio di sonorità, principalmente costituite da melodie noir, che mescolano insieme jazz, circo, balli popolari balcanici, garage e blues tristi e malinconici.
Dopo la registrazione del quinto album, Songs We Should Have Written (2004), il cantante Tod A. prese una lunga pausa, viaggiando in Thailandia, India, Pakistan, Turchia ed Indonesia, raccontando poi le sue esperienze di viaggio sul blog "Postcards from the Other Side of the World". In questo periodo ha scritto e registrato l'album The Golden Hour che, un po' distante dai lavori precedenti, risente inevitabilmente delle atmosfere dei luoghi visitati. Il disco, registrato con i vari musicisti locali ed alcuni amici, compreso il produttore della band Tamir Muskat, è stato pubblicato nel 2008 dalla Bloodshot records negli USA e dalla Noise-o-lution in Europa.
Il settimo album, International Orange, è stato pubblicato a settembre 2012.

## Discografia
- 1996 - Get Off the Cross, We Need the Wood for The Fire (Jetset)
- 1998 - The Ponzi Scheme (Uptown/Universal)
- 2001 - Psychopharmacology (Jetset),
- 2003 - The Man on the Burning Tightrope (Jetset)
- 2004 - Songs We Should Have Written (Jetset)
- 2008 - The Golden Hour (Bloodshot)
- 2012 - International Orange (Bloodshot)